# Kherson Sharks
I Kherson Sharks sono stati una squadra di football americano di Cherson, in Ucraina, fondata nel 2012. Nel 2016 hanno partecipato alla Divizion C nelle file degli Yuzhne Gepards, unione divenuta definitiva l'anno successivo.

## Dettaglio stagioni

### Tornei nazionali

#### ULAF Perša Liga (primo livello)
Questo torneo - pur essendo del massimo livello della propria federazione - non è considerato ufficiale.
| Stagione | regular season | regular season | regular season | regular season | regular season | regular season | playoff | playoff | playoff | playoff | playoff | playoff   | playoff    |
|          | Vin            | Par            | Per            | Tot            | PF             | PS             | Vin     | Per     | Tot     | PF      | PS      | risultato | avversaria |
| -------- | -------------- | -------------- | -------------- | -------------- | -------------- | -------------- | ------- | ------- | ------- | ------- | ------- | --------- | ---------- |
| 2015     | 3              | 0              | 3              | 6              | 105            | 102            | -       | -       | -       | -       | -       | -         | -          |
| Totale   | 3              | 0              | 3              | 6              | 105            | 102            | -       | -       | -       | -       | -       |           |            |

Fonti: Enciclopedia del Football - A cura di Roberto Mezzetti